# 波波伎神社

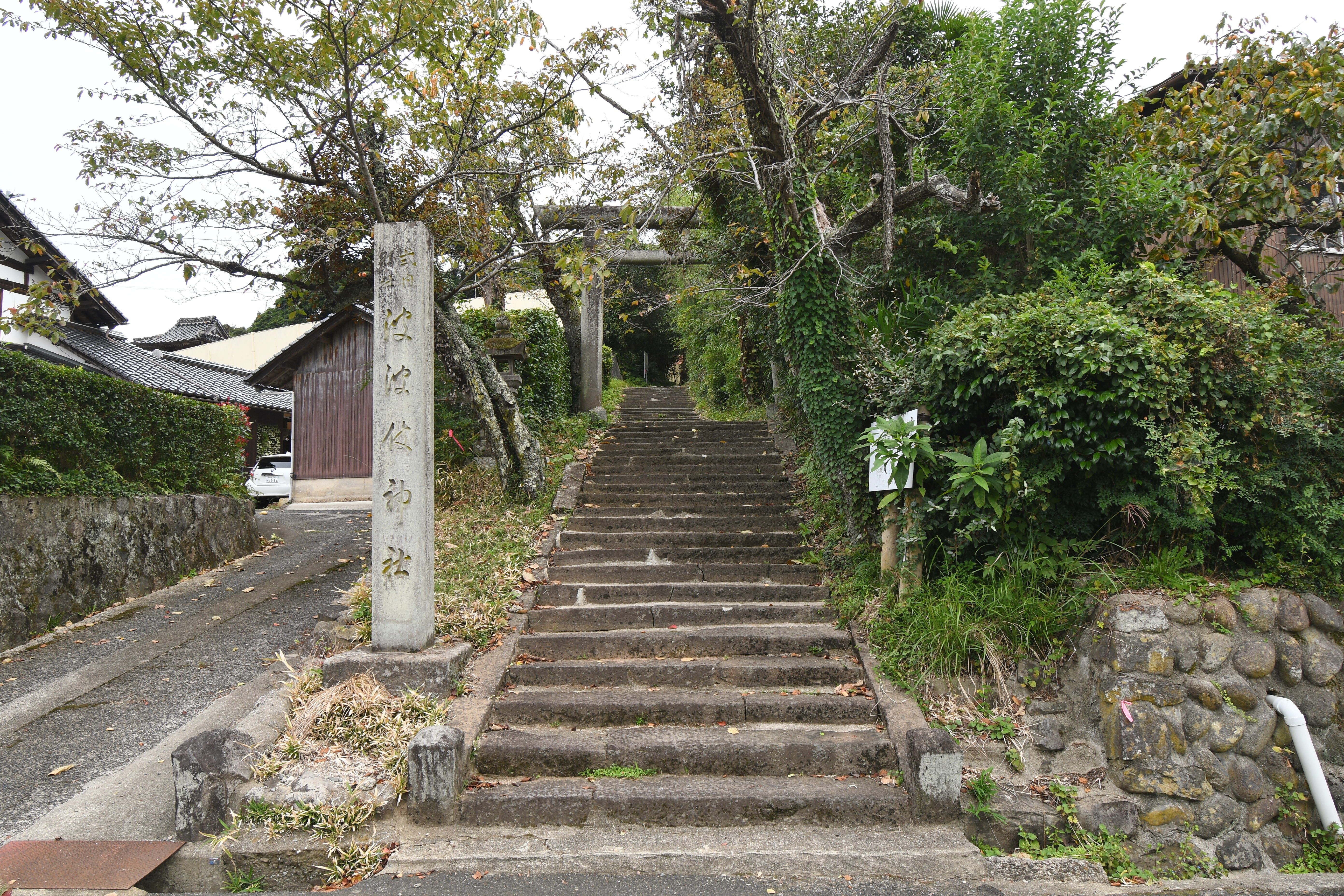
鳥居

波波伎神社（ははきじんじゃ）は、鳥取県倉吉市福庭にある神社。式内社で、旧社格は県社。
八重事代主命、天稚彦神、下照姫神、少彦名神、建御名方神、味耜高彦根命、市寸島比売命、多紀理毘売命、多岐都比売命を祀る。

## 歴史
創建時期は明らかでない。社殿は1877年の再建。1916年、海田神社と合祀。

## 境内
社叢は、スダジイやタブノキの巨木が茂る原生林である。自生のツバキも多い。1934年、天然記念物に指定。
また裏手に福庭古墳と呼ばれる円墳がある。古墳時代後期のものとされている。1956年、鳥取県指定史跡に指定。

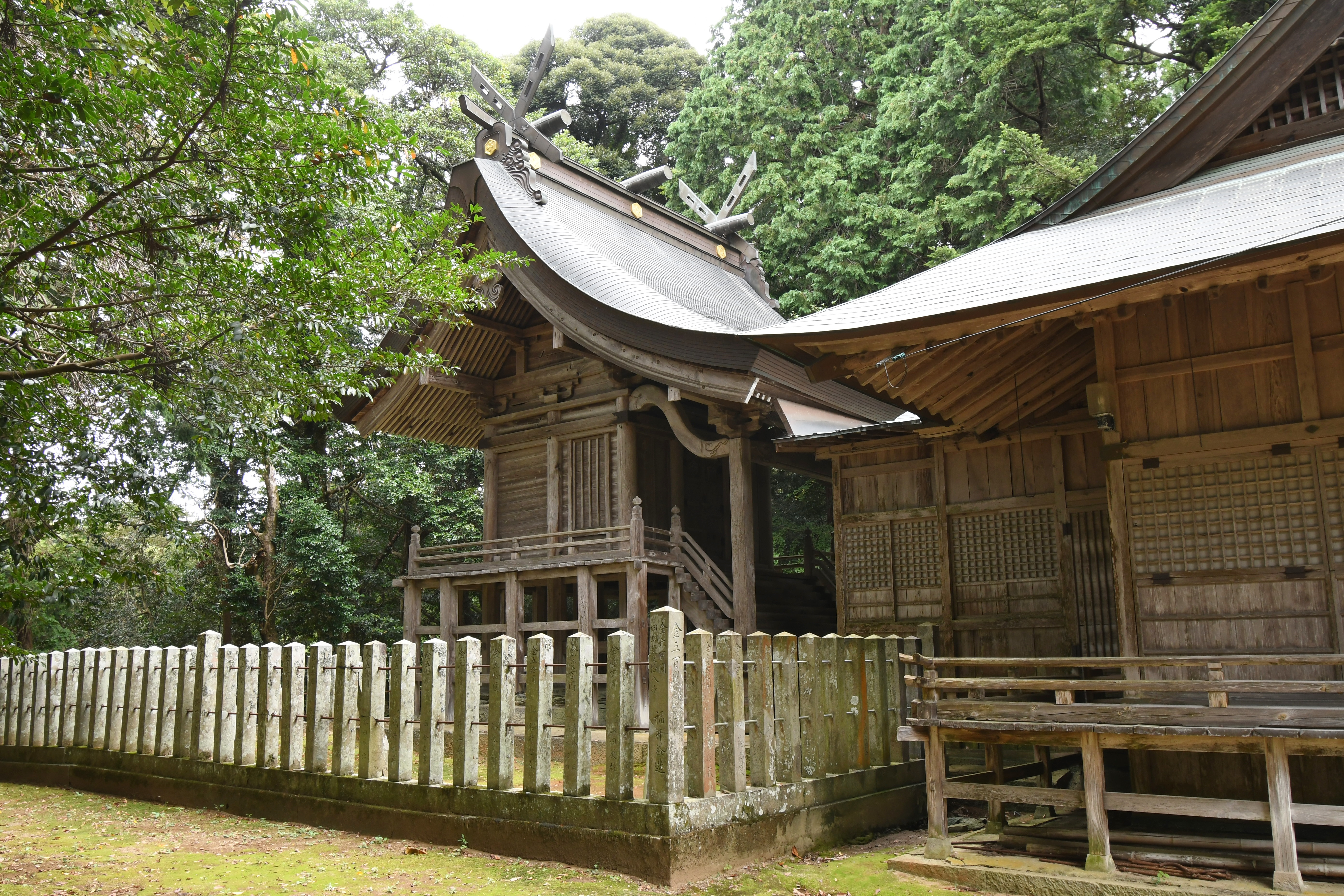
本殿
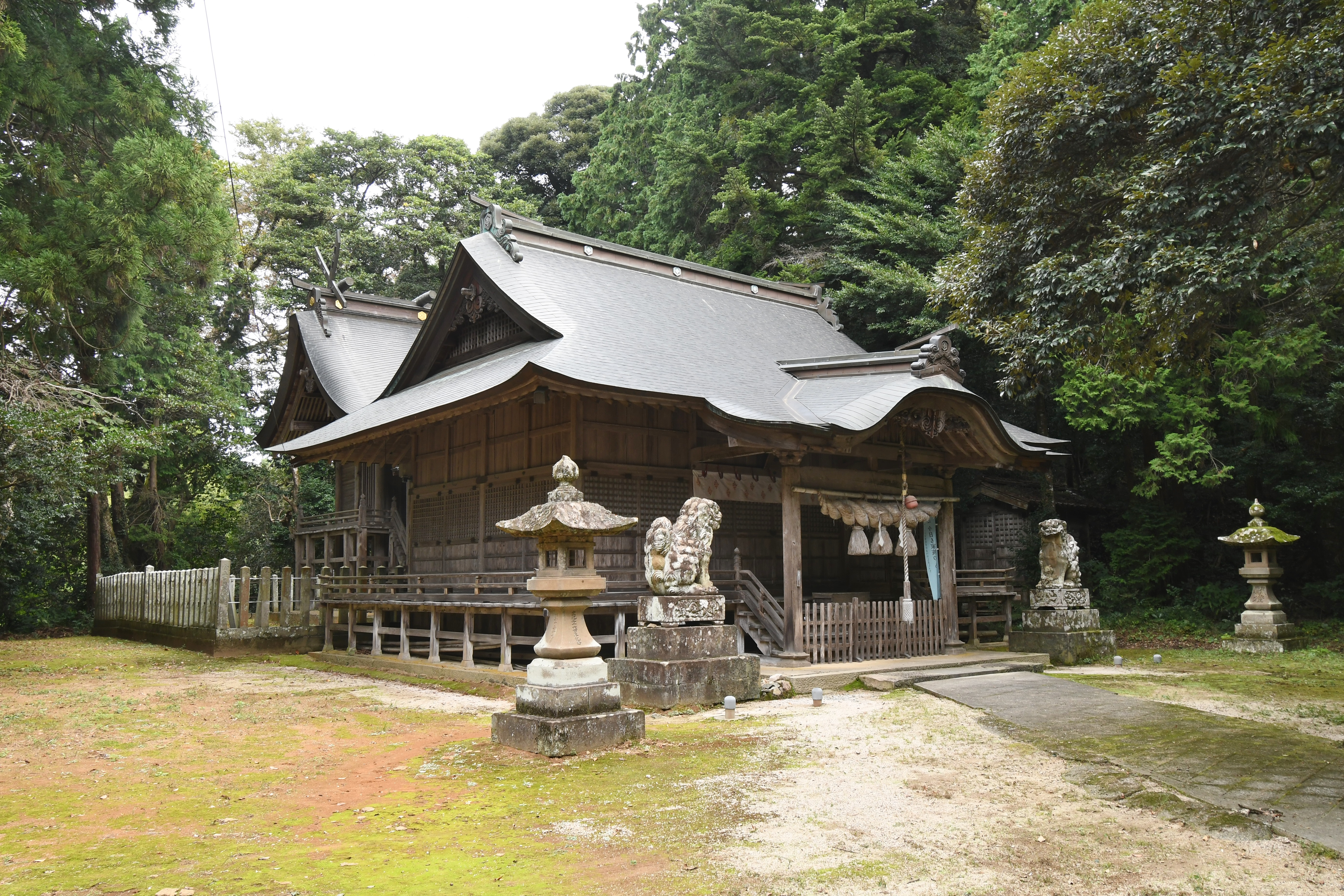
拝殿
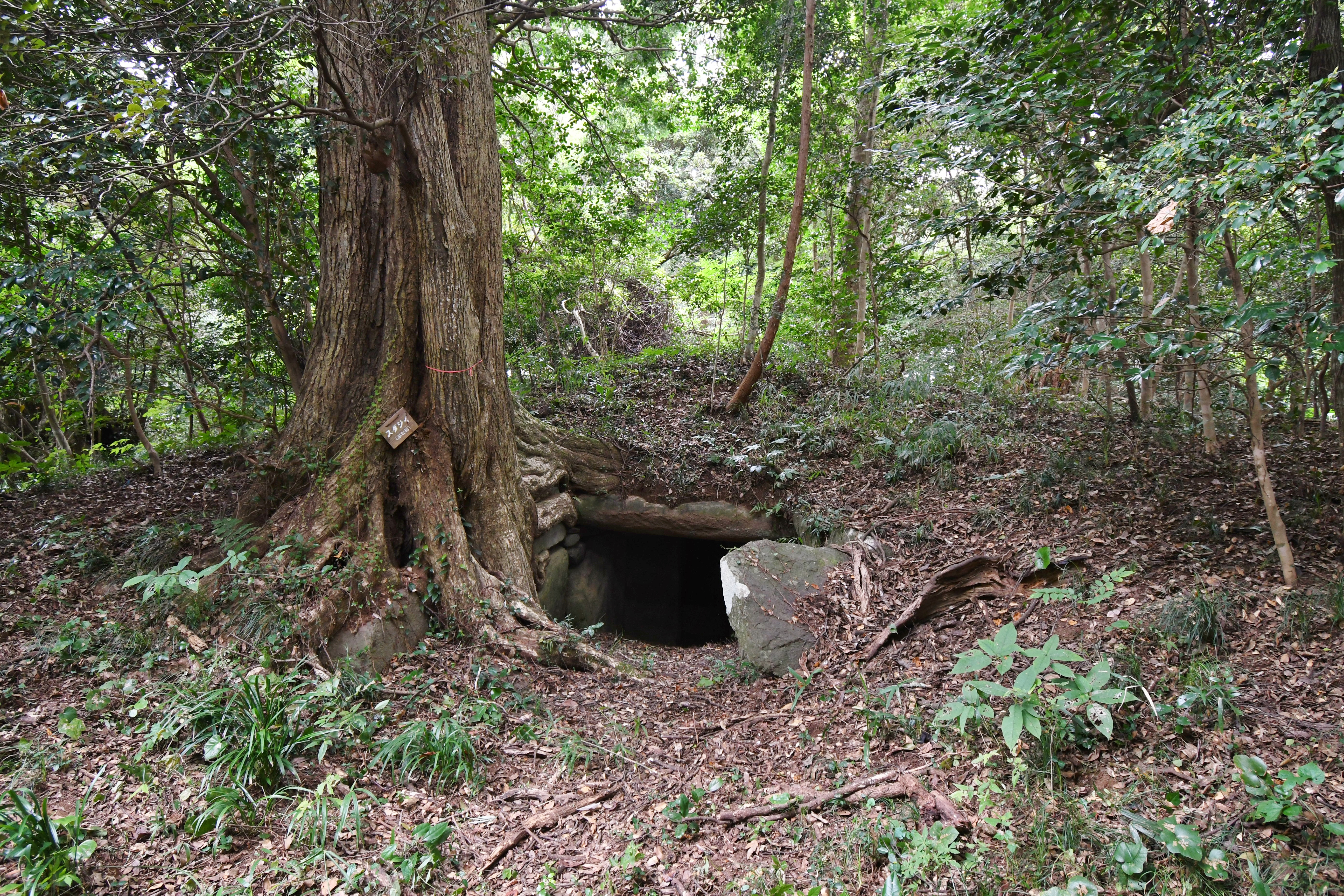
福庭古墳

## 文化財

### 国の天然記念物
- 波波伎神社社叢 - 1934年（昭和9年）5月1日指定[1]。

### 鳥取県指定文化財
- 史跡
  - 福庭古墳 - 1956年（昭和31年）5月30日指定[2]。